# Бурґред (король Мерсії)
Бургред (англ. Burgred) — король Мерсії (852-874).

## Біографія
Бурґред був обраний королем Мерсії в 852 році, за рішенням вітенагемоту (ради старійшин). Він уклав союз з Етельвульфом Вессекським для спільного набігу на Північний Уельс і взяв у дружини його дочку Етельсвіт. У 868 році, злякавшись активності скандинавів, які захопили Ноттінгем, він знову звернувся за допомогою до Вессексу. До серйозної битви справа не дійшла, але вікінги припинили наступ. Однак у 874 році данці напали на Мерсію, захопили Рептон і скинули Бурґреда. Змирившись з поразкою, колишній король відправився в паломництво в Рим, де помер кілька років потому. Його гробниця знаходиться в церкві Святої Марії при Англійській школі в Римі.

## Образ Бурґреда в кіно
- Вікінги / Vikings (2013-2015; Ірландія, Канада) в ролі Бурґреда Аарон Монахен.